# Holy Cross Cemetery w Culver City
Holy Cross Cemetery (Cmentarz Świętego Krzyża) – rzymskokatolicki cmentarz znajdujący się przy 5835 West Slauson Avenue w Culver City w Kalifornii, zarządzany przez rzymskokatolicką Archidiecezję w Los Angeles, utworzony w 1939.

## Znani ludzie pochowani na cmentarzu Świętego Krzyża
- Barney Bigard (1906–1980) – klarnecista jazzowy
- Bing Crosby (1903–1977) – piosenkarz, aktor
- Kathryn Crosby (1933–2024) – aktorka, piosenkarka
- Dixie Lee (1909–1952) – aktorka i piosenkarka
- Frank Albertson (1909–1964) – aktor
- Sally Blane (1910–1997) – aktorka
- Cammie King (1934–2010) – aktorka dziecięca
- Jo Stafford (1917–2008) – piosenkarka
- Loretta Young (1913–2000) – aktorka
- Spike Jones (1911–1965) – muzyk jazzowy, specjalizujący się w parodiach
- Jack Haley (1898–1979) – aktor
- Joan Leslie (1925–2015) – aktorka